# Захват видео
Захват видео (от англ. Video capture — захват видео) — процесс преобразования видеосигнала из внешнего источника в цифровой видеопоток при помощи персонального компьютера и запись его в видеофайл с целью последующей его обработки, хранения или воспроизведения.
Внешним источником могут выступать видеокамеры, магнитофоны, DVD-проигрыватели, потоковое вещание в сети, ТВ-тюнеры, ресиверы цифрового телевидения и другие устройства.

## Процесс
Процесс захвата видео может включать в себя преобразование аналогового видеосигнала в цифровой поток при помощи видеокарты или платы видеозахвата, в таком случае иногда применяют термин «оцифровка», либо, как в случае с DV-источниками, изначально сжатый цифровой видеопоток может передаваться от видеоисточника на компьютер при помощи интерфейса IEEE 1394. 
В зависимости от требуемого качества сигнала и возможностей устройства видеозахвата аналоговое видео может передаваться через композитное, S-Video и компонентное соединения. Цифровой сигнал может передаваться по интерфейсам IEEE 1394, SDI или по HDMI. 
В качестве приложений, которые позволяют захватывать видео и записывать его на жесткий диск, используют видеоредактор либо видеорекордер. Так как несжатое видео имеет большой поток данных (270 Мбит/с для SDTV или до 2,970 Гбит/с для HDTV), для его уменьшения применяют сжатие при помощи видеокодеков. Для разных целей настройки и параметры кодеков могут сильно различаться: для передачи видео в интернет поток может составлять несколько сотен кбит/с, для целей телевещания или последующего монтажа достигать десятков Мбит/с. 
В случае последующего видеомонтажа основной целью видеозахвата является передача видео с максимальным качеством, при этом предпочтительно использовать алгоритмы сжатия, в которых применяется внутрикадровое кодирование без межкадрового кодирования, что упрощает доступ к каждому отдельному кадру.
В качестве контейнера для обмена и передачи видео- и звуковых данных в сфере профессионального производства и вещания применяется формат MXF (от англ. The Material eXchange Format), однако не исключается возможность записи в контейнеры AVI, MOV и прочие.